# Dopady evropské migrační krize v Srbsku
Srbsko je již od počátku takzvané evropské migrační krize tranzitní zemí migrantů, jelikož tudy prochází Balkánská migrační trasa.

## Vývoj krize v roce 2015

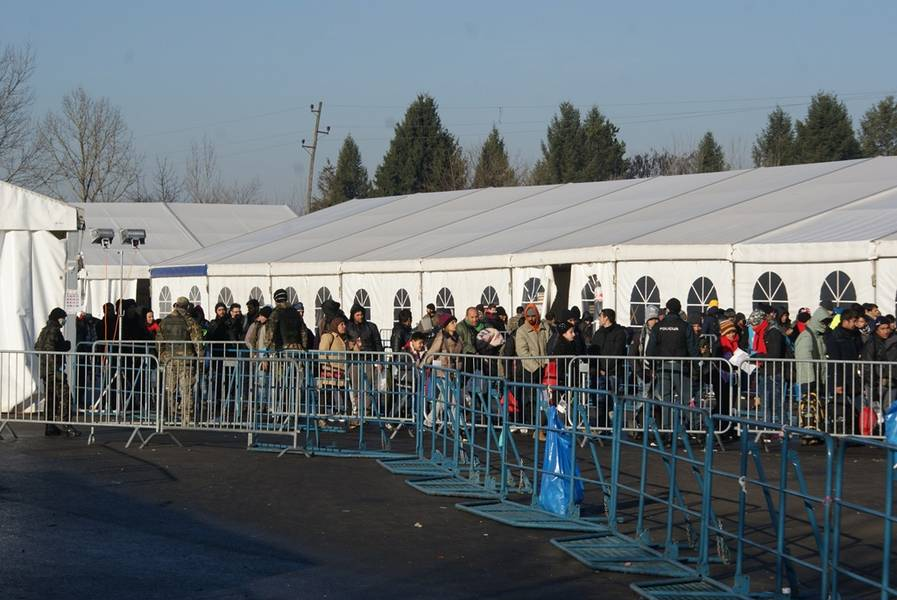
Migranti v jihovýchodní Evropě

Přes Srbsko již od začátku krize prochází Balkánská migrační trasa. V prvním měsících roku 2015 procházelo přes tuto zemi jen několik stovek běženců, ve druhém čtvrtletí pak kolem 3 000 migrantů denně. Během léta jejich počet dále rostl a během září a října nelegálně překračovalo hranice v průměru až 8 000 imigrantů za den. Koncem roku 2015 a v prvním čtvrtletí roku 2016 přišel pokles počtu nových migrantů, v té době přicházely zhruba 3 000 lidí denně.
Migranti zemí až do uzavření maďarsko-srbské hranice v polovině září 2015 projížděli přes města Preševo, Niš, Bělehrad a Subotica. Vlivem výstavby maďarského pohraničního plotu se na podzim téhož roku přesunula Balkánská migrační trasa z Maďarska do Chorvatska. V první polovině roku 2016 migranti cestovali zemí po ose měst Preševo – Niš – Bělehrad – Šid.

### Uzavření maďarsko-srbské hranice
O půlnoci ze 14. na 15. září 2015 vláda Maďarska na své jižní hranici sousedící právě se Srbskem nasadila armádu a dokončila pohraniční plot v obou fázích tak, aby byl téměř nepřekonatelný. Rovněž v účinnost vstoupily nové zákony, které výrazně zpřísnily tresty za nelegální překračování hranice a pašování. Vlivem toho došlo k přesměrování Balkánské migrační trasy, která namísto do Maďarska vedla do Chorvatska a následně Slovinska. Uprchlíci a ekonomičtí migranti tak od tohoto dne nepokračovali dále do západní Evropy přes Subotici na srbsko-maďarské hranici, ale přes hraniční přechod Šid – Tovarnik do Chorvatska. 
Dne 15. září 2015 požádal srbský ministr práce a sociálních věcí Aleksandar Vulin maďarskou vládu, aby opětovně otevřela hranici, což se ale stalo až o několik dní později. Srbská vláda o neprodyšném uzavření hranice, včetně hraničního přechodu Horgoš–Röszke nebyla informována přímo, ale pouze z médií. Srbský ministr zahraničí Ivica Dačić téhož uvedl, že Srbsko není sběrným táborem a vyzval EU, aby řešila aktuální krizi. V následujících dnech došlo u pohraničního plotu k dalším střetům s migranty.
V reakci na výstavbu maďarského pohraničního plotu na podzim 2015 se srbská vláda zavázala žádné podobné ploty na hranici s Makedonií nebudovat, a to i přes doporučení vlády v Budapešti. V druhé polovině listopadu 2015 začalo Srbsko společně s Makedonií pouštět na své území pouze ty migranty, které identifikovalo jako Syřany, Iráčany a Afghánce. Ke konci února 2016 začaly srbské bezpečností složky pouštět na území země pouze 580 lidí za den. V souvislosti s opatřením Slovinska, které od 9. března pouští do země jen migranty s platnými schengenskými vízy nebo žadatele o azyl oznámila srbská vláda zavedení přísného systému povolení vstupu do země, který je koordinovaný s orgány Evropské unie.

## Politické dopady
Srbská politická reprezentace, s výjimkou radikálních stran, zpočátku nevyjadřovala znepokojení nad příchodem imigrantů a jejich průchodem zemí. Premiér Aleksandar Vučić v srpnu 2015 navštívil samovolně vzniklý tábor, který vznikl začátkem roku 2015 v bělehradském parku Bristol a od té doby je nepřetržitě obýván migranty. Pomoc imigrantům a uprchlíkům zajišťovali v parku Bristol i na zbytku území Srbska dobrovolníci z různých neziskových organizací, pracovníci OSN a někteří obyvatelé Srbska. Na jihu Srbska zřídila vláda v létě dočasně uprchlický tábor ve vesnici Miratovac v blízkosti Preševa, kde probíhají registrace migrantů, vstupujících na srbské území. Tamní úřady jim vystavovaly doklady, na základě kterých mohli po dobu 72 hodin cestovat přes srbské území. Srbská vláda dlouhodobě vystupuje v porovnání s vládami ostatních zemí směrem k migrantům poměrně vstřícně. Dlouhodobě odmítá stavět na hranicích zábrany a od počátku roku 2015 až do března 2016 nepovolala na zvládnutí migrační krize armádu.